# 彰化縣埔心鄉梧鳳國民小學
彰化縣埔心鄉梧鳳國民小學，是一所位於臺灣彰化縣埔心鄉的縣立國民小學，校史可追溯至1925年2月21日設立的「梧鳳國語研究所」

## 沿革

### 建校前
梧鳳國小位於埔心鄉梧鳳村，學區範圍含括梧鳳村、埤腳村與溪湖鎮中竹里，其中中竹里屬於自由學區。。早期梧鳳村的地名由來，是因為附近梧桐樹生長茂密，整群的鳳凰鳥棲息在梧桐樹上，也因而有了「梧鳳」的名稱。 梧鳳國小的歷史可以溯及1925年，士紳黃玉鑑提出了創校的建議，後來他的兒子黃維堯為創校而奔走，終於成立梧鳳國語研究所。。到了1942年，當時只有設立埔心與舊館兩所公立學校，位於埔心鄉的西北側。於是二重、梧鳳、埤霞、埤腳等村落的村民想要共同申請設立第3校，但卻因太平洋戰爭爆發而擱置。到了1946年，奉台中縣政府令，准予舊館國民學校設立梧鳳分校，借顯化堂的廟地與黃玉鑑先生的漢藥店上課。其中又歷經梧鳳分班、鳳霞分校，於1962年正式獨立為彰化縣埔心鄉梧鳳國民學校。後來因1968年實施九年國民教育，更改校名為梧鳳國民小學。

### 建校後
1999年，成為教育部九年一貫課程試辦學校之一。2005年教育部補助學校永續校園排水工程及PU運動場整建，隔年運動場落成並辦理埔心鄉鄉民運動會。2016年校地交亞洲大學開辦幼兒園，是縣內第2所非營利幼兒園。2020年與天下基金會合作，申請「主題式學習計畫─校園食物森林DIY」，在校園打造一座食物森林。

## 歷任校長
- 1962~1965年：蕭煥村
- 1965~1970年：陳傳炯
- 1970~1975年：賴茂椿
- 1975~1979年：楊世戶
- 1979~1986年：蔡錦城
- 1986~1997年：張榮福
- 1997~2000年：蘇進興
- 2000~2004年：周碧珠
- 2004~2008年：呂淑燕
- 2008~2012年：林振茂
- 2012~2019年：賴益進
- 2019~      ：李世翔[11]